# Tristaniopsis ninndoensis
Tristaniopsis ninndoensis är en myrtenväxtart som beskrevs av J.W.Dawson. Tristaniopsis ninndoensis ingår i släktet Tristaniopsis och familjen myrtenväxter. Inga underarter finns listade i Catalogue of Life.